# Doktor Eisenbart
Doktor Eisenbart ist „ein großmächtiges Spectaculum in sieben Bildern“ mit der Musik von Nico Dostal nach einem Libretto von Hermann Hermecke. Das Werk steht der Operette nahe. Seine Uraufführung war am 29. März 1952 in Nürnberg. Es bezieht sich auf den deutschen Handwerkschirurgen, Wundarzt und Starstecher Johann Andreas Eisenbarth (1663–1727) und verarbeitet auch die Melodie des Eisenbart-Liedes.

## Orchester
Zwei Flöten, eine Oboe, drei Klarinetten, ein Fagott, zwei Trompeten, eine Posaune, großes Schlagwerk, eine Gitarre, ein Kontrabass, ein Akkordeon und ein Klavier. Hinzu kommen noch drei Trompeten und eine Rührtrommel als Bühnenmusik.

## Handlung

### Ort und Zeit
Das Werk spielt in Deutschland in der Zeit von 1697 bis 1699. Schauplätze sind das fiktive Dorf Ysenheim und die realen Städte Dinkelsbühl, Nördlingen, Magdeburg und Naumburg. Ein Bänkelsängerpaar fungiert als Ansager der folgenden sieben Bilder.

### Erstes Bild: Dorfbaderstube in Ysenheim
Der vom Fürsten gedemütigte Dorfbader Johann Andreas Hirndobel beschließt, als Heilkünstler „Doktor Eisenbart“ durch die Lande zu ziehen, um sich den Ruf eines Wunderdoktors zu erwerben. Seine Frau und die beiden Gehilfen begleiten ihn. Mit von der Partie ist Sabina, die ihr Dasein einem Seitensprung des Landesherren verdankt. Sie wird fortan Amaranthe gerufen.

### Zweites Bild: Jahrmarkt zu Dinkelsbühl
Auf dem Marktplatz von Dinkelsbühl feiert Eisenbart große Erfolge. Die Konkurrenz versucht vergeblich, ihn zu Fall zu bringen. Der Rat der Stadt verleiht ihm ein Diplom. Der Erfolg steigt Eisenbart zu Kopf. Er trennt sich von seiner Frau und flirtet mit Amaranthe, der Geliebten seines Gehilfen Jean Potage.

### Drittes Bild: Stadtpalais in Nördlingen
Ein Ratsherr lässt Eisenbart rufen. Er sei zeugungsunfähig und brauche die Hilfe des Wunderarztes. Eisenbart würde der Frau gerne auf natürliche Weise zum Nachwuchs verhelfen. Doch da taucht ein Offizier auf und verkündet, der Doktor werde am Ysenheimer Hof gebraucht.

### Viertes Bild: Schloss Ysenheim
Dem Landesherrn ist eine Gräte im Halse stecken geblieben. Doktor Eisenbart sagt ihm den Tod innerhalb von zwei Stunden voraus, wenn er sich nicht von ihm operieren lasse. Falls die Operation misslinge, wolle er zum Hofmedicus ernannt werden und tausend Dukaten bekommen; wenn sie gelinge, müsse ihm der Fürst seinen gesamten Besitz überschreiben.
Bennos Frau Editha ist entsetzt. Eisenbart gibt sich gnädig. Ihr Mann könne das Fürstentum behalten, wenn die Fürstin mit ihm schliefe. Bänkelsänger verlangen von Eisenbart, sich zu mäßigen. Er schraubt seine Forderung zurück und will nur noch, dass ihm der Fürst Reverenz erweise, indem er seinen Hintern küsse. Eisenbart und sein Gehilfe Jean Potage tauschen ihre Kleider. Fürst Benno gibt Jean Potage den erzwungenen Kuss im Glauben, er küsse Eisenbart. Der Doktor entfernt die Gräte.
Dem Fürsten von Ysenheim wird in einem Brief mitgeteilt, er habe den Po des Dieners geküsst und dies sei die Rache für den Dorfbader Hirndobel gewesen.

### Fünftes Bild: Gasthof in Magdeburg
Eisenbart ist mit seinem medizinischen Theater in Magdeburg eingetroffen. Er erfährt, sein Gehilfe sei in Geldnöte geraten und habe sich deshalb in Naumburg als der berühmte „Doktor Eisenbart“ ausgegeben. Weil er aber keine Papiere bei sich gehabt habe, sei er verhaftet worden und warte nun auf seine Aburteilung. Eisenbarts Gattin Babette hofft immer noch, die Liebe ihres Mannes zurückgewinnen zu können. In ihrer Eifersucht fängt sie mit Amaranthe Streit an. Darüber wird Eisenbart so wütend, dass er sich von ihr lossagt. Babette schwört ihrem Mann Rache.

### Sechstes Bild: Amtsstube des Stadtrichters
Eisenbart ist nach Naumburg gereist, um Jean Potage aus der Patsche zu helfen. Da es ihm nicht gelingt sich auszuweisen, werden sie gefangen genommen. Seinem Gehilfen gelingt die Flucht.

### Siebtes Bild: Stadtgericht zu Naumburg
Das Gericht fällt ein hartes Urteil: Tod durch Hängen. Doch kaum ist das Urteil verkündet, betritt Babette den Saal. Sie zeigt die Dokumente, welche die scheinbaren Verbrecher entlasten. Die beiden Eheleute versöhnen sich und Eisenbart erklärt, er wolle wieder der Dorfbader Hirndobel sein.

## Musik
„Doktor Eisenbart“ ist Dostals ambitioniertestes, wenn auch nicht sein erfolgreichstes Werk für die Bühne. Bei der Orchestrierung vermisst man die bei Operetten übliche Streichergruppe. Anklänge an die Melodik von Kurt Weill und Carl Orff sind nicht zu überhören.  Musikalische Höhepunkte sind der Gesang des Stadtrichters „Vom Wert des Paragraphen“ und der Schlussgesang der Titelfigur mit dem sich anschließenden Finale.

## Quelle
- Operettenführer von Hellmuth Steger und Karl Howe, Fischer Taschenbuch Nr. 225 (1958)